# リル・テッカ
リル・テッカ（英: Lil Tecca、2002年8月26日 - ）は、アメリカ合衆国出身のラッパー、ソングライター、音楽プロデューサー。本名はタイラー・ジャスティン・アンソニー・シャープ（英: Tyler Justin Anthony Sharpe）。

## 生い立ち
タイラー・シャープことリル・テッカは、2002年8月26日、ニューヨーク州クイーンズ区でジャマイカ系の移民の両親のもとに生まれ、クイーンズのスプリングフィールド・ガーデンズで育った。その後、クイーンズからニューヨーク州ロングアイランドのナッソー郡にある村、シーダーハーストに移住した。子供の頃、NBAでプレーするバスケットボール選手を夢見ていたが、12歳の時、ヒップホップに惹かれ、チーフ・キーフやスピーカー・ノッカーズといったアーティストに影響を受けた。また、彼はローレンス高校に通っていた。

## 来歴

### 2011年 - 2018年
9歳の時、友人たちとXboxでゲームをしながらマイク越しにラップを始めたことをきっかけに、音楽に興味を持つようになる。友人たちと互いにディス・トラックを送り合うようになり、テッカはこれらの楽曲のうち2曲を自身のSoundCloudアカウントにアップロードした。しかし、これらのトラックは現在削除されている。彼の初のリリースは、2017年に発表されたLil Gummybearとのコラボレーションシングル「Tectri」である。「Tectri」のリリース後も、「Callin」など初期の楽曲をリリースし続けた。

### 2019年 - 2021年
2018年10月29日、テッカはシングル「Love Me」をリリースした。この曲はDystinkt Beatsがプロデュースした。リリース後、この曲はCanadian Hot 100で72位に、ローリング・ストーンのトップ100チャートで65位に初登場した。彼の音楽キャリアは、2019年5月22日にコール・ベネットのリリカル・レモネードのYouTubeチャンネルに最初にアップロードされた楽曲「Ransom」から本格的に始まった。ピッチフォークはこの曲を、ほろ苦くトリッピーなプロダクションを持つ伝統的なクラウド・ラップと評した。「Ransom」はBillboard Hot 100チャートで最高4位を記録し、Spotifyで14億回以上、YouTubeで4億回以上再生された。
7月24日、テッカはシングル「Did It Again」をリリースした。リリース後、この曲はBillboard Hot 100で64位に初登場し、「Ransom」に続く2曲目のチャートインとなった。2023年10月23日時点で、このシングルはアメリカ合衆国でのセールスとストリーミング換算ユニットの合計が200万ユニットを超え、アメリカレコード協会からダブル・プラチナ認定を受けた。2019年8月14日、ジュース・ワールドをフィーチャーした「Ransom」のリミックスを自身のSoundCloudアカウントでリリースした。このリミックスは翌日には他のプラットフォームでもリリースされた。このリミックスは、後に彼のデビュー・ミックステープ『We Love You Tecca』にオリジナルバージョンと共に収録された。8月30日、テッカはデビュー・ミックステープ『We Love You Tecca』をリリースし、全米Billboard 200で最高4位を記録した。ミックステープの成功を受け、テッカは2019年10月11日にリリースされたInternet Moneyとエイ・ブギー・ウィット・ダ・フーディの楽曲「Somebody」でコラボレーションした。Nick MiraとTaz Taylorがプロデュースしたこの曲は、Billboard Hot 100で96位に初登場した。同月後半には「Glo Up」ををリリースした。12月16日、テッカはGinsengとRio Leyvaがプロデュースしたシングル「Why You Look Mad」をリリースした。
2020年1月31日、ザ・キッド・ラロイの「Diva」に客演として参加した。同曲はARIAシングルチャートで最高位76位を記録した。2月7日、テッカは「IDK」と題した楽曲をリリース。この曲は彼自身がプロデュースし、ギャランティック・レコードとリパブリック・レコードから発表された。3月13日、テッカはリル・ティージェイとのコラボレーションシングル「All Star」をリリースし、ミュージックビデオも公開された。4月17日には、Internet Moneyをフィーチャーした「Out of Love」をリリース。この曲のミュージックビデオは6月30日に公開された。ビデオはOmar Jonesが監督を務めた。8月27日、Internet Moneyの楽曲「JLO」に客演として参加。この曲は10K Projectsを通じてリリースされた。9月18日、デビュー・スタジオアルバム『Virgo World』をリリースした。リル・ウージー・ヴァートをフィーチャーした「Dolly」も同日にリリースされた。2021年3月26日、Internet Moneyは「Jetski」をリリース。この曲にはテッカとリル・モジーが客演で参加している。Billboard Hot 100ではチャートインしなかったものの、この曲はBubbling Under Hot 100 Singlesで最高位19位、カナディアン・ホット100で88位を記録した。

### 2022年-2024年
2021年4月6日、テッカはシングル「Show Me Up」をリリースした。この曲はニコ・イーストがプロデュースした。5月6日にはシングル「Never Left」をリリース。同曲はBillboard Hot 100で最高位56位を記録した。また、ローリング・ストーンのトップ100チャートでも28位にランクインした。テッカは7月23日に「Money on Me」を、そして8月6日にはアメリカ人ラッパーのガンナをフィーチャーした「Repeat It」をリリースした。8月27日、テッカは同名のデビュー・ミックステープの続編として、セカンド・スタジオアルバム『We Love You Tecca 2』をリリースした。アルバムには、ガンナ、イアン・ディオール、チーフ・キーフ、トリッピー・レッド、ナヴ、リル・ヨッティが客演として参加している。2021年9月1日には、デラックス版がリリースされた。テッカは、9月24日にはBankrol Haydenの「Come Through」に、2021年10月8日には24kGoldnの「Prada」に客演参加した。後者の曲はニュージーランド・ホット・シングルスで最高位18位を記録した。その後、tana、Bktherula、yvngxchrisと共に「Tecca Loves You Tour」を行った。2022年1月28日、テッカは新シングル「Fallin」をリリースした。この曲はテッカがアミン・エラミンとネイサン・アンドリュー・チェンと共に作詞した。同曲はMenoh BeatsとNinetyniineがプロデュースし、同日にはミュージックビデオも公開された。2月25日、ArrDeeは「Flowers (Say My Name)」のリミックスをリリースし、テッカが客演参加した。WhYJayとLiTekがプロデュースしたこの曲は、テッカが恋愛対象についてラップするメロディアスなヴァースが注目を集めた。6月29日、テッカはイギリス人歌手のメイベルとコラボレーションし、彼女のセカンド・スタジオアルバム『About Last Night...』に収録されている「Let Love Go」を発表した。2022年夏には、テッカは2枚のシングル「Faster」（8月5日）と「Treesha」（8月26日）をリリースした。12月9日には、Yung Tagoがプロデュースし、ギャランティック・レコードからリリースされたシングル「Blessing」を発表した。2023年を通じて、テッカは当時未発表の3枚目のスタジオアルバムの先行として、4枚のシングル「Need Me」（5月11日）、「500lbs」（7月21日）、コダック・ブラックとの「Hvn on Earth」（8月18日）、そして「Dead or Alive」（9月20日）をリリースした。9月22日、テッカは3枚目のスタジオアルバム『TEC』をリリースした。当初は5月のリリースが発表されていたが、アルバムの発売は2023年秋まで延期された。このアルバムは全16曲が収録され、ボーナストラックが1曲含まれている。リリースされるやいなや、『TEC』は評論家から概ね肯定的な評価を受け、リル・テッカにとって3作目の全米トップアルバムとなり、Billboard 200で初登場11位を記録した。リリース後、『Billboard Hot 100』にも複数のアルバム収録曲がチャートインした。「Down with Me」のミュージックビデオが2023年12月29日に公開され、これに伴い、2024年1月4日にアルバムのボーナストラックとして同曲がシングルリリースされた、2024年5月、テッカは「Never Last」と「Number 2」の2曲を、同日にミュージックビデオと共にリリースした。「Number 2」はHot R&B/Hip-Hop Songsチャートで45位、ニュージーランド・ホット・シングルス・チャートで18位を記録した。また、「Never Last」はニュージーランド・ホット・シングルス・チャートで29位を記録した。8月9日、テッカはシングル「Taste」をリリース。同曲はニュージーランド・ホット・シングルス・チャートで31位を記録した。8月30日には、「Bad Time」をリリース。この曲は6月24日にInstagram Liveで初披露されていた。2024年9月、テッカは当時今後発売される予定であった4枚目のスタジオアルバム『PLAN A』を発表。リリースは9月20日とされた。リリースされるやいなや、『PLAN A』は全米『Billboard 200』で初登場9位、全英アルバムチャートで66位を記録した。このアルバムにはドン・トリヴァーのみがゲスト参加している。

### 2025年 -
2025年3月14日、彼はシングル「Dark Thoughts」をリリース。この曲は、彼の次の5枚目のスタジオアルバム『DOPAMINE』からの先行シングルとして発表された。5月30日には、アルバムからの2枚目のシングルとなる「OWA OWA」をリリースした。アルバムはその後、2025年6月13日にリリースされた。

## 私生活
2023年に行われた『Jazzys World TV』と『Complex』とのインタビューで、リル・テッカはもしラッパーになっていなければ、心臓外科医かエンジニアの道に進んでいただろうと語っている。

## ディスコグラフィ

### スタジオ・アルバム
- VIRGO WORLD (2020)
- We Love You Tecca 2（2021）
- TEC（2023）
- PLAN A（2024）
- DOPAMINE（2025）